# Hyperbaenus minutipennis
Hyperbaenus minutipennis är en insektsart som beskrevs av Bruner, L. 1915. Hyperbaenus minutipennis ingår i släktet Hyperbaenus och familjen Gryllacrididae. Inga underarter finns listade i Catalogue of Life.